# Theodor Detter (Maler)

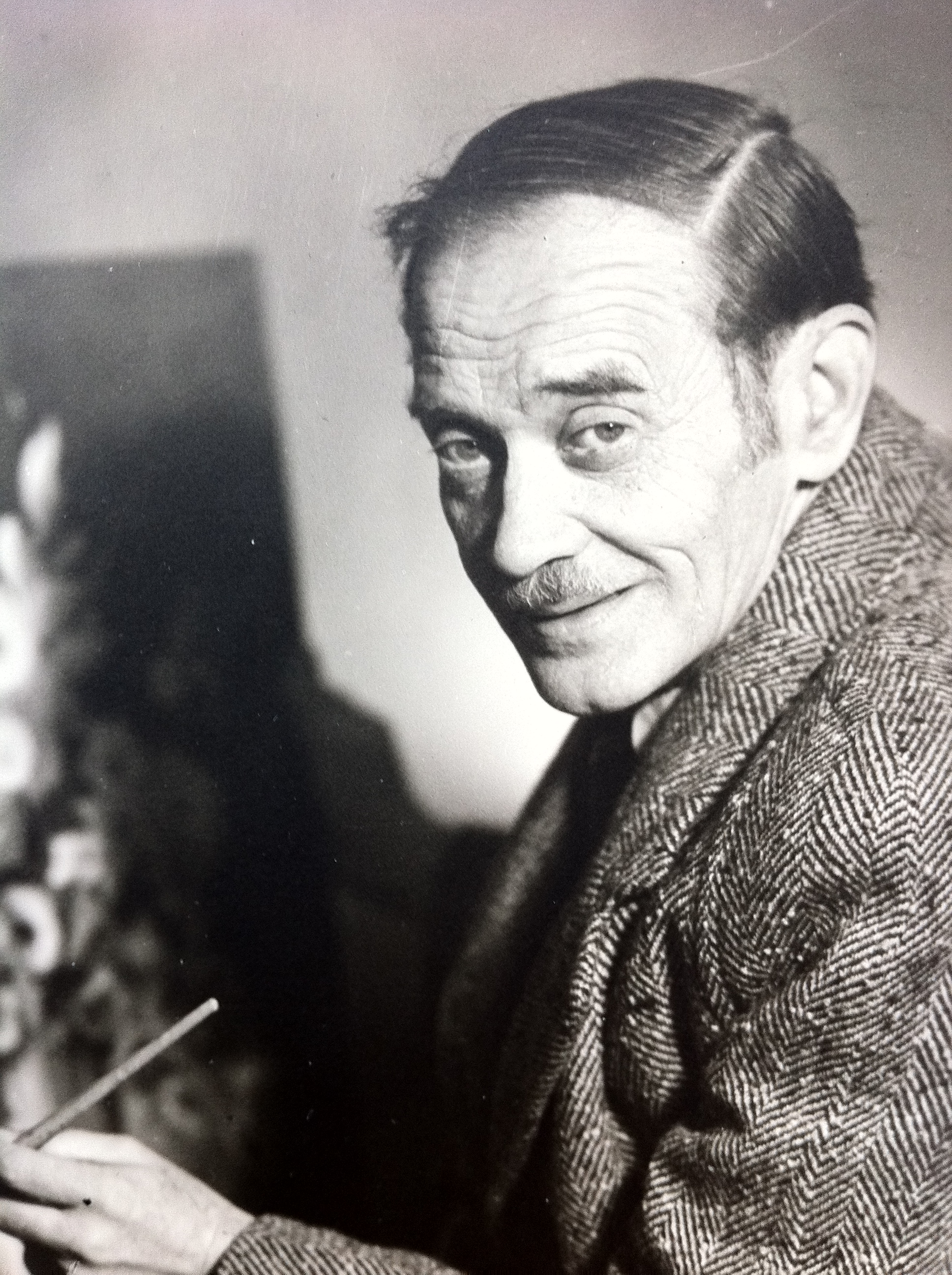
Theodor Detter in 1954

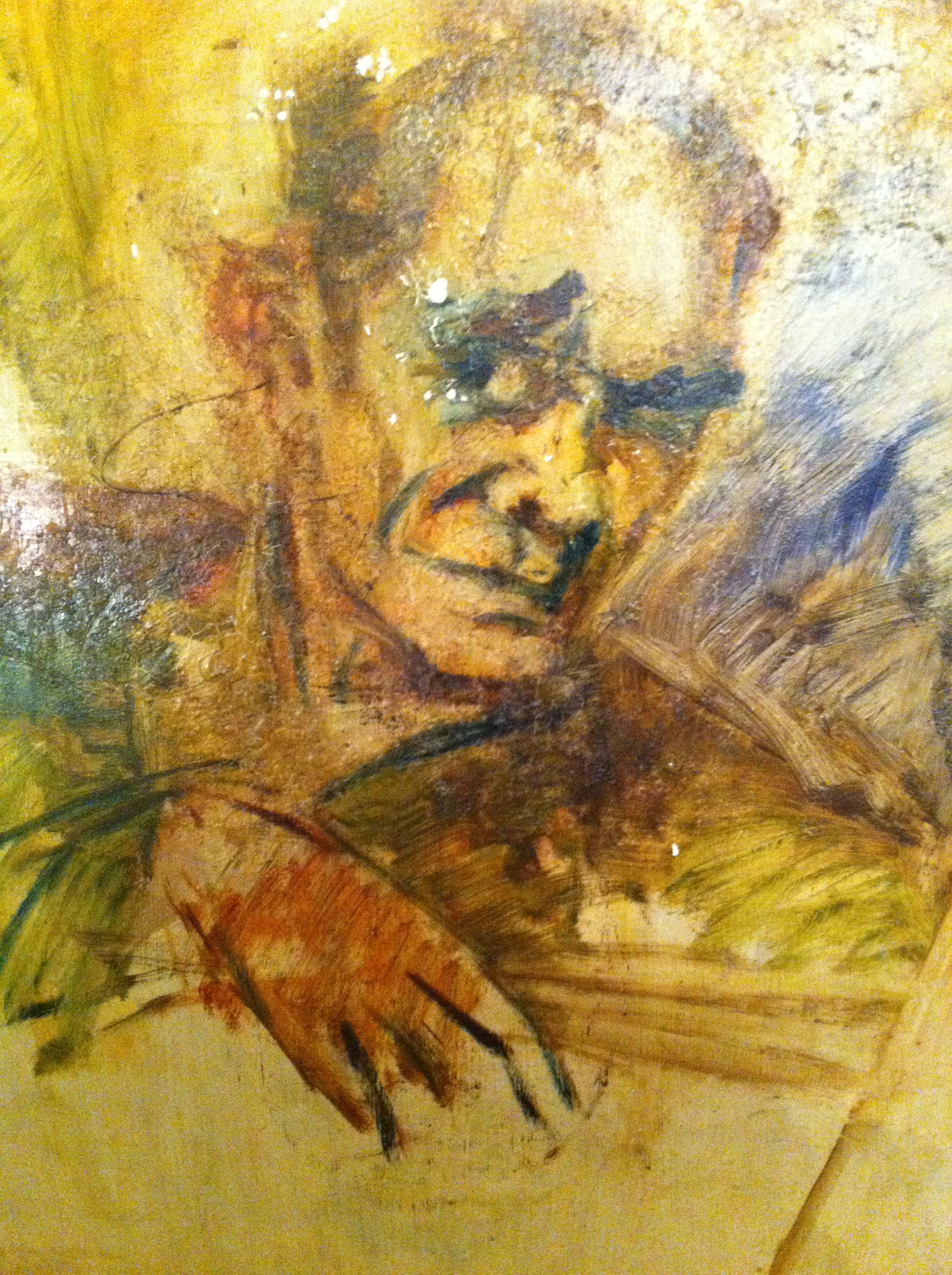
Selbstporträt Theodor Detter (September 1957)

Theodor Detter (* 1. September 1886 in Wien; † 1. November 1957 in Gmunden) war ein österreichischer Maler.

## Leben
Sein Vater war der Architekt Rudolf Detter, seine Mutter war Melanie Detter, geborene Lemberg. Nach seiner Schulzeit in Prag absolvierte Detter in Eisenstadt und Mährisch Weißenkirchen die Kadettenschule. Danach studierte er an der Akademie der Bildenden Künste München; er gilt als Schüler des Franz von Stuck.
Während des Ersten Weltkrieges wurde Detter verwundet. In der Zeit vor 1918 erschienen seine Arbeiten in der Muskete. Ab 1918 lebte er zusammen mit seiner Frau Maria in Wien. Ab 1930 entstanden Arbeiten in Deutschland und Tschechien. 1932 wurde sein Sohn Theodor geboren. Ab 1933 lebte er in der Schweiz, 1943/44 in Feldkirch. Danach lebte er mit seiner Familie in Gmunden. Bis 1954 malte er in Liechtenstein. 1955/56 entstanden Werke in Südtirol und den Niederlanden.
Theodor Detter ist mit  Werken im Oberösterreichischen Landesmuseum, der Albertina (Wien), dem historischen Museum der Stadt Wien und dem Belvedere vertreten.
| Personendaten    | Personendaten          |
| ---------------- | ---------------------- |
| NAME             | Detter, Theodor        |
| KURZBESCHREIBUNG | österreichischer Maler |
| GEBURTSDATUM     | 1. September 1886      |
| GEBURTSORT       | Wien                   |
| STERBEDATUM      | 1. November 1957       |
| STERBEORT        | Gmunden                |